# دشمن مردم (فیلم ۲۰۰۲)
«دشمن مردم» (انگلیسی: Public Enemy (2002 film)) یک فیلم است که در سال ۲۰۰۲ منتشر شد.